# Institutionelles Design
Institutionelles Design bezeichnet in der Neuen Institutionenökonomik die Gestaltung von Institutionen.
Es sei „das Entwickeln und Verwirklichen von Regeln, Vorgehensweisen und organisationaler Strukturen, die Verhalten und Handeln gemäß der Wertehaltung ermöglichen oder beschränken, um Ziele zu erreichen oder Aufgaben auszuführen“. Das ist zu verknüpfen mit dem historischen Institutionalismus, welcher Institutionen als Systeme definiert bestehend aus „formellen und informellen Regeln, Normen und Praktiken“. Daraus kann abgeleitet werden, dass sich das institutionelle Design mit der Ausgestaltung und Struktur der Rahmenbedingungen einer Organisation befasst. Im Hinblick auf Standardinitiativen geht es um die „Regeln und Verfahren, die bestimmen, wie der Standard implementiert, bewertet und geführt wird“. Institutionalisierte Normen im Umfeld der Institutionen beschreiben angemessenes und unangemessenes Verhalten sowie bestimmte Handlungen und tragen durch Umsetzung zur Legitimität bei.
Im Bezug zu Management und Governance von Nachhaltigkeitsinitiativen (wie bspw. das FSC) beschreibt das institutionelle Design zum Beispiel die Aufgaben und Prozesse des Vorstands, des Sekretariats, das die tagtäglichen Aktivitäten organisiert, und des Stakeholdergremiums. Es beinhaltet die Institutionalisierung der Stakeholderbeteiligung, die Entscheidungsfindung und Transparenz, Akkreditierung und Veröffentlichung der Zertifizierungsergebnisse. Marx (2013) zeigt in seiner Analyse, dass es unter den Nachhaltigkeitsinitiativen signifikante Variationen im Hinblick auf das institutionelle Design gebe. Es hat Einfluss auf die Qualität der Regelsetzung als auch auf die potentielle Akzeptanz von Unternehmen.